# Андроїд-поліцейський
Андроїд-поліцейський (Android Cop) — американський науково-фантастичний бойовик 2014 року, знятий «The Asylum»; режисер Марк Аткінс. Це мокбастер RoboCop-2014.

## Про фільм
В 2045 році у США були розроблені роботи спеціально для поліції, які допомагають їм боротися зі злочинністю. Поліцейський із Лос-Анжелеса розбирає чергову справу, вони із андроїдом-напарником знаходять територію, яка ізольована. Вони вирішують проникнути туди, і коли потрапляють всередину, поліцейський усвідомлює — всі люди, які там замкнені, хворі на страшне невідоме захворювання.
Через якийсь час поліцейський дізнається причину захворювання та приймається її ліквідовувати, щоб запобігти поширенню хвороби на інших жителів. Навіть за допомогою модерних сучасних гаджетів, технологій та новітньої зброї перемогти вірус не така вже й легко задача. Коп отримує інформацію, яка приводить його в страх. Однак час діяти і він не злякається ніяких труднощів, хоч би якими вражаючими вони не здавалися на перший погляд.

## В ролях
| Актор                | Роль                 |
| -------------------- | -------------------- |
| Майкл Джей Вайт      | Гаммонд              |
| Кадім Гардісон       | Джонс                |
| Ренді Вейн           | Андроїд-поліцейський |
| Чарльз Стенлі Даттон | Джейкобс             |
| Кайві Ліман-Мерсеро  | Вескотт              |